# La donna perfetta
La donna perfetta (The Stepford Wives) è un film del 2004 diretto da Frank Oz.
Il film è tratto dal romanzo La fabbrica delle mogli di Ira Levin, già oggetto di una trasposizione per il grande schermo nel 1975 con un film omonimo.

## Trama
La manager e produttrice della televisione Joanna scampa ad un attentato ordito da un concorrente di un suo reality show, incattivitosi perché, a causa di questo format, era stato lasciato dalla moglie per "qualcosa di meglio". Come se non bastasse, quando torna al lavoro scopre di essere stata licenziata e cade in depressione. Una volta dimessa dalla clinica riabilitativa in cui è stata curata, il marito Walter le comunica di essersi anch'egli licenziato dalla tv, per la quale entrambi lavoravano, e di voler fare di tutto per risollevare le sorti del loro matrimonio ormai in crisi. Decidono quindi di trasferirsi a vivere a Stepford, una esclusiva cittadina del Connecticut, dove presto scoprono una singolare peculiarità: tutte le mogli degli abitanti del luogo sono praticamente perfette. Non sono soltanto belle, ma anche casalinghe ineccepibili che hanno "rapporti sessuali alla grande e con i loro mariti!", in un'atmosfera placida fino all'inverosimile che ricorda quella degli anni cinquanta.
Diventata amica dell'artista Bobbie Markovitz e dell'omosessuale Roger Bannister, Joanna scopre casualmente che in realtà tutte le mogli sono state sottoposte ad un "trattamento" di condizionamento da parte di Mike Wellington, patrocinatore di un club per soli uomini desiderosi di controllare le loro mogli fino a farne delle bambole umane. Anche Walter viene introdotto nel club, con lo scopo di indurlo a sottoporre Joanna alla stessa cura, ma alla fine si rifiuta di "cambiare" la propria moglie.
Joanna organizza con la complicità di Walter un piano per vendicarsi e per "affrancare" Bobbie e Roger, poiché sia il marito di lei che quello di lui li hanno sottoposti al condizionamento. Quando Mike Wellington attacca Walter, Joanna per difendere il marito colpisce la testa di Mike che si stacca, lasciando scoperti gli ingranaggi che la compongono, ovvero la sua natura di robot. L'artefice di tutto il progetto utopico alla base della comunità si scopre essere Claire, la moglie del vero Mike, che desiderava una vita perfetta per riscattarsi dal suo matrimonio, fallito quando scoprì il marito a letto con un'altra donna e li uccise.
Sei mesi dopo, Roger, Bobbie e Joanna sono al Larry King Live, per parlare di sé; Joanna ha ideato un documentario sulla vicenda di Stepford che ha vinto 6 premi Emmy (gli Oscar della TV), Bobbie ha scritto un libro per dare consigli alle donne con problemi con i mariti (che si riduce in pratica a "tagliarglielo") e Roger è stato eletto al Congresso come politico indipendente, e mira alla Casa Bianca.

## Produzione
Il film è stato prodotto principalmente dalla Paramount Pictures e dalla DreamWorks, con il supporto di Scott Rudin Productions e De Line Pictures. Gli effetti speciali sono a cura della Tippett Studio, Whodoo EFX, & Company, e Asterisk. La colonna sonora è ad opera della La-La Land Records, il trucco della Temptu, mentre i mezzi di trasporto sono della Lightnin' Production Rentals. Il budget della pellicola è stimato sui $ 90.000.000. Le scene principali sono state girate dal 18 giugno 2003 al 21 dicembre 2003, mentre le nuove riprese sono state eseguita dall'11 maggio 2004 al 18 maggio dello stesso anno. Queste riprese sono state girate principalmente nello stato del Connecticut e di New York.

## Tagline
Le tagline per il film sono le seguenti:
- Make one.
Fatevene una.
- The wives of Stepford have a secret.
Le mogli di Stepford hanno un segreto.
- Are you a Stepford wife? Are you a Stepford husband? Couple, ask yourselves: Would you move to Stepford?
Sei una moglie di Stepford? Sei un marito di Stepford? Coppie, chiedetevi: vi trasferireste a Stepford?

## Distribuzione
La pellicola è stata distribuita a Los Angeles e in California il 6 giugno 2004, mentre nel resto degli Stati Uniti l'11 giugno dalla Paramount Pictures; in Italia il 9 luglio 2004 dalla United International Pictures (UIP); in Germania il 15 luglio sempre dalla UIP, mentre in Francia il 7 luglio.

### Divieti
Il film è stato vietato ai minori di 7 anni in Finlandia e Svezia; ai minori di 10 in Svizzera; 12 anni in Brasile, Germania, Paesi Bassi, Portogallo e Regno Unito; 13 anni nelle Filippine e negli USA. È stato vietato ai minori di 14 anni in Cile e Perù; 15 anni in Irlanda e nella Corea del Sud; 16 anni in Singapore; è stato invece vietato ai minorenni in Malaysia.

## Accoglienza
La pellicola nel primo week-end di apertura guadagna in patria $ 21.406.781, in Italia € 508.435, nel Regno Unito £ 946.787, e nei Paesi Bassi € 82.671. In tutto negli Stati Uniti guadagna $ 59.475.623, nella penisola italiana € 2.289.460, nei Paesi Bassi € 313.914, nel resto del mondo più di $ 42.000.000, per un totale complessivo superiore a $ 102.000.000. Sul sito IMDb riceve un punteggio di 5.2/10, mentre su MYmovies.it 2.57/5.

## Riconoscimenti
- Golden Trailer Awards 2004
  - Miglior Show per Imaginary Forces
  - Film più originale per Imaginary Forces
  - Successo dell'estate per Imaginary Forces